# Mercedes Prieto
Mercedes Prieto Muñoz (Huelva, 1951) es una astrónoma española, profesora titular de la Universidad de La Laguna (Tenerife) e investigadora del Instituto de Astrofísica de Canarias.

## Biografía
Se licenció en Ciencias Físicas en la Universidad de Sevilla en 1974. Ese mismo año se trasladó a la Universidad de Granada para comenzar su carrera profesional en astronomía observacional bajo la dirección del profesor Ángel Rolland Quintanilla. Conjuntamente con María del Pilar López de Coca trabajó en el Observatorio del Mojón del Trigo.
En 1975 se trasladó al Instituto de Astrofísica de Canarias (IAC) para realizar su tesis doctoral y se doctoró en astronomía por la Universidad de La Laguna en 1983, convirtiéndose en la primera astrónoma profesional del IAC. Su tesis de doctorado constituyó el primer estudio en el infrarrojo próximo realizado desde el Observatorio del Teide.
Participó tanto en la creación de este observatorio como en el posterior desarrollo del IAC con las instalaciones telescópicas del Observatorio del Roque de los Muchachos en la isla de La Palma. Toda esta actividad investigadora la ha conjugado con su labor docente en la Universidad de La Laguna en la que, desde 1986, ocupa el cargo de Titular de Universidad. Además ha sido Directora del Dpto. de Física y Coordinadora de Enseñanza del IAC entre 1991 y 1994.
Su labor investigadora se ha centrado en el campo de la formación y evolución de galaxias. Al comienzo de su trayectoria investigadora realizó estudios fundamentales sobre la estructura espiral de nuestra galaxia y de galaxias del Universo Local, y desde finales de los años 90 su labor investigadora ha estado dedicada al estudio de la evolución de galaxias lejanas con altos corrimientos hacia el rojo.